# Stazione di Sepino
La stazione di Sepino è una stazione ferroviaria situata sulla ferrovia Benevento-Campobasso e che serve il comune di Sepino, in provincia di Campobasso. È situata a circa 4 km dal centro del paese.

## Storia
La stazione, inaugurata il 12 febbraio 1882, si trova sulla ferrovia Benevento-Campobasso.
Dopo diversi anni di chiusura, dal 2019 è nuovamente in esercizio, come il resto della tratta Bosco Redole - Benevento, anche se solo a fini turistici.

## Strutture e impianti
La stazione è composta da un fabbricato viaggiatori a due piani e da due binari dotati di marciapiede per il servizio viaggiatori, più un tronchino e i resti dell'ex scalo merci.

## Movimento
La stazione aveva in passato un buon traffico sia viaggiatori che merci, scemato con la diffusione del trasporto su gomma, portando alla soppressione dello scalo merci e all'impresenziamento dell'impianto durante gli anni 1990. Nel 2012, pochi mesi prima della sospensione della linea al regolare traffico viaggiatori, era ancora servita da 3 coppie di treni al giorno. Al 2024, era ancora servita da una coppia di autobus sostitutivi al giorno.